# Episodi di Death Valley Days (terza stagione)
La terza stagione della serie televisiva Death Valley Days è stata trasmessa in anteprima negli Stati Uniti d'America in syndication tra il 24 settembre 1954 e il 7 giugno 1955.
| nº | Titolo originale                   | Titolo italiano | Prima TV USA      | Prima TV Italia |
| -- | ---------------------------------- | --------------- | ----------------- | --------------- |
| 1  | The Saint's Portrait               |                 | 24 settembre 1954 |                 |
| 2  | 11,000 Miners Can't Be Wrong       |                 | 25 settembre 1954 |                 |
| 3  | Halfway Girl                       |                 | 22 ottobre 1954   |                 |
| 4  | Black Bart The PO8                 |                 | 26 ottobre 1954   |                 |
| 5  | The Light on the Mountain          |                 | 12 novembre 1954  |                 |
| 6  | To Big Charlie from Little Charlie |                 | 6 dicembre 1954   |                 |
| 7  | Sequoia                            |                 | 31 dicembre 1954  |                 |
| 8  | Lola Montez                        |                 | 4 gennaio 1955    |                 |
| 9  | The Big Team Rolls                 |                 | 27 gennaio 1955   |                 |
| 10 | Death and Taxes                    |                 | 3 febbraio 1955   |                 |
| 11 | Riggs and Riggs                    |                 | 24 febbraio 1955  |                 |
| 12 | Million Dollar Wedding             |                 | 1º marzo 1955     |                 |
| 13 | Love 'Em and Leave 'Em             |                 | 29 marzo 1955     |                 |
| 14 | The Seventh Day                    |                 | 21 aprile 1955    |                 |
| 15 | The Mormon's Grindstone            |                 | 28 aprile 1955    |                 |
| 16 | Death Valley Scotty                |                 | 29 aprile 1955    |                 |
| 17 | The Crystal Gazer                  |                 | 4 giugno 1955     |                 |
| 18 | I Am Joaquin                       |                 | 7 giugno 1955     |                 |